# Dèhdar
 (mai 2021).
Dèhdar est un village situé en Iran, dans la province d'Alborz.

## Culture
La langue des habitants de ce village est le mazandarani.